# Улманис, Карлис
Ка́рлис А́угустс Ви́лхелмс У́лманис (латыш. Kārlis Augusts Vilhelms Ulmanis, в Российской империи Карл И́ндрикович У́лманис; 23 августа [4 сентября] 1877 — 20 сентября 1942, Красноводск, Туркменская ССР, СССР) — латвийский политический и государственный деятель. Четырежды занимал пост премьер-министра. После государственного переворота в 1934 году установил в стране авторитарный режим, который действовал в стране до ввода в Латвию советских войск в 1940 году.

## Биография

### Ранние годы
Родился 4 сентября (23 августа по старому стилю) 1877 года на хуторе Пикшас в Берсгофской волости Добленского уезда Курляндской губернии в семье зажиточных крестьян Индрикиса и Лизеты. В семье — третий сын.
В 1886—1889 учился в уездной школе, с 1889 года — в Александровской городской школе в Митаве (ныне Елгава), с 1895 года — в городском реальном училище, но в 1896 году учёбу бросил. Осенью уехал в Восточную Пруссию, где в 1897 году закончил 6-месячные курсы молочного хозяйства в Тапиау (ныне Гвардейск, Калининградская область).
Работал по специальности в цехе молочных продуктов в Риге и Либаве (Лиепае). В 1902 году сам организовал курсы молочного хозяйства в родном уезде, потом в Риге. Осенью поехал в Швейцарию, где поступил на Сельскохозяйственное отделение Федерального политехникума в Цюрихе, но уже весной вернулся на родину. Летом работал инструктором на курсах молочного хозяйства Рижского общества латышей. В 1903 году поступил в Сельскохозяйственный институт в Лейпциге, но уже в 1904 году вернулся на родину. В 1904 году основал первое общество сельскохозяйственного надзора (lauksaimniecības pārraudzības biedrība) в Лифляндской губернии, ездил по губернии как лектор по теории молочного хозяйства. Летом 1905 года начал работать инструктором в Каугурском обществе сельского хозяйства (Kauguru lauksaimniecības biedrība) и стал сотрудником журнала «Сельскохозяйственник» (Lauksaimnieks).

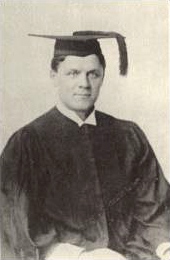
Карлис Улманис — студент университета в Небраске

В декабре 1905 года был заключён в Псковскую тюрьму за нелояльное содержание публикаций, освобождён в мае 1906 года. После освобождения некоторое время жил у старшего брата Яниса, а осенью уехал в Германию, где работал в школе сельского хозяйства в Аннаберге, летом 1907 года вернулся в родительский дом, откуда уехал в США. Там нашёл работу на молочной ферме в Омахе, штат Небраска. В январе 1908 года поступил на учёбу в школу сельского хозяйства Небраски, в феврале перешёл на зимние курсы сельского хозяйства Линкольнского индустриального колледжа университета Небраски-Линкольна. Курсы окончил в мае 1909 года, получив диплом помощника агронома. Работал управляющим молочного хозяйства в Линкольне, потом купил ферму в Техасе. После амнистии 1913 года в марте вернулся на родину, работал агрономом в Вольмаре в Балтийском обществе сельского хозяйства и редактором (1914—1916) журнала «Zeme» («Земля»). Написал несколько книг о сельском хозяйстве, активно публиковался в прессе.

### Государственная деятельность
После Февральской революции 1917 года был заместителем комиссара Временного правительства в Лифляндской губернии. Один из организаторов и лидеров Латышского Крестьянского союза (Latviešu Zemnieku savienība), основанного в апреле 1917 года. Осенью 1917 года Улманис становится заместителем Андрея Красткалнса, одного из наиболее уважаемых латышских политиков начала XX века, в Латышском комитете помощи. Когда 3 сентября 1917 года Ригу оккупирует Германия, Красткалнс сотрудничает с немцами. Позже Улманис оправдывался, что ни в коей мере не разделял взгляды прогерманских политиков. В публичной полемике он ориентировался на Антанту и даже направил ноту социалистам, требуя от них публично присоединиться к его курсу.

#### Борьба за независимость Латвии
В октябре Генеральный имперский уполномоченный Германии в Лифляндии и Эстляндии Август Винниг начал готовить почву для сохранения влияния своей страны на прибалтийских территориях в условиях проигранной Первой мировой войны. Под его крылом и при непосредственном участии 17 ноября 1918 года был создан Народный совет Латвии, в котором конфликтовавшим между собой латышским партиям удалось объединиться.
18 ноября была принята Декларация независимости. Улманис стал первым премьер-министром Временного правительства Латвийской Республики (до 1921 года). Вместе с председателем Народного совета он оповестил о происшедшем Виннига.
7 декабря 1918 года Временное правительство Улманиса заключило соглашение с Августом Виннигом о создании ополчения с целью защиты от наступления Красной Армии — ландесвера. В соответствии с соглашением доля латышей в ландесвере должна была составлять 2/3 (это условие так и не было соблюдено, доля латышей не превышала 1/3)[1].
29 декабря 1918 года правительство Улманиса заключило отдельный договор с Виннигом о мобилизации на защиту Латвии немецких добровольцев из числа военнослужащих Германии, которым были обещаны «полные права гражданства» Латвии и земельные наделы, при условии их участия в боевых действиях по защите Латвийской Республики в течение не менее чем четырёх недель.
После взятия Риги красными частями правительство Улманиса в январе 1919 года эвакуировалось в Либаву и оттуда распорядилось о всеобщей мобилизации в защищаемой немцами части Курляндии. Эффект этого обращения был невелик: в организованном в составе ландесвера Латышском отдельном батальоне под командованием бывшего офицера Российской армии, георгиевского кавалера Оскара Калпака на февраль 1919 года числилось всего 276 бойцов при общей численности ландесвера около 4000 человек[2].
Спустя 2 месяца после подписания соглашений о ландесвере и привлечении добровольцев в Железную дивизию политика Временного латвийского правительства стала безусловно антигерманской. Самым больным вопросом был вопрос о поселении для добровольцев, что вызвало в ополчении прогерманский переворот и назначение на пост премьер-министра пастора Андриевса Ниедры. Улманису и некоторым членам его правительства удалось бежать на пароход «Саратов», находившийся на рейде в Балтийском море под охраной английских военных кораблей. Он и был с 16 апреля по 27 июня 1919 года местом пребывания Временного правительства Латвии.
До 1934 года занимал посты премьер-министра (4 раза), военного министра, министра иностранных дел (4 раза), министра сельского хозяйства (2 раза).

#### Диктатура

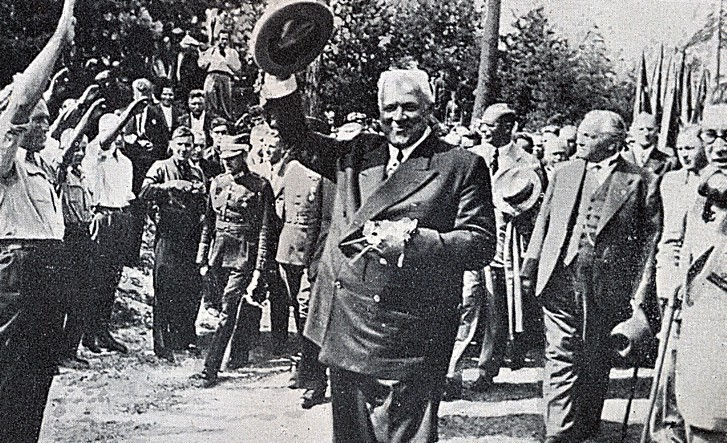
Карлис Улманис в 1934 году

15 мая 1934 года занимавший должность премьер-министра Улманис устроил военный переворот, распустил парламент, все партии, закрыл неугодные печатные издания, приостановил действие конституции. 11 апреля 1936 года, по истечении срока полномочий президента Альберта Квиесиса, назначил сам себя также президентом Латвии, став де-факто единоличным правителем страны.
Именовался «народным вождём». 28 января 1935 года призвал всех дарить книги своим бывшим школам (так называемый «Дружественный призыв»). 22 апреля 1936 года призвал латышей сажать деревья в память о разных событиях. Известен как автор афоризмов: «Наше будущее — в телятах» и «Что есть — то есть, чего нету — того нету».
В это время Улманис стал одним из самых богатых людей страны. После государственного переворота на его счета поступали очень крупные пожертвования, отмечает историк Айвар Странга в книге «Хозяйственная политика авторитарного режима Карлиса Улманиса» (Kārļa Ulmaņa autoritārā režīma saimnieciskā politika). В 1937 году на 60-летие Банк Латвии подарил ему 500 тысяч латов. При этом, будучи богачом, сам он недолюбливал людей, сколотивших состояние.

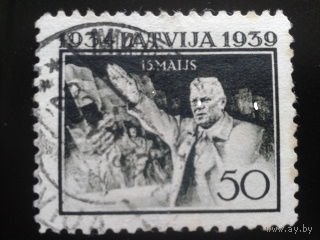
Изображение Карлиса Улманиса на почтовой марке 1939 года

Понимая, что политическое положение страны становится всё более трудным, Улманис огласил своё политическое завещание в речи в честь шестой годовщины своего правления, 15 мая 1940 года: «Будущее может принести ещё более тяжёлые испытания и большие трудности, чем пережитые до сих пор. Последующие дни потребуют много от нас всех. Мы избежали борьбы с оружием в руках, но для нас неизбежна борьба с оружием духа и воли. И быть готовыми к этой борьбе я призываю каждого и любого. И чтобы в этой борьбе победить, будете нужны вы все, вооруженные бдительностью, выдержкой и самоотверженностью. …могу напомнить, что для жизни каждой личности, каждой группы, какими бы важными они ни казались, всегда [важно] уступить перед благом народа и государства. И мы выдержим в проверках и борьбе, мы победим и будем существовать, чтобы в будущем сильным и стабильным было наше государство Латвия».
17 июня 1940 года, после ввода советских войск в Латвию, выступил с обращением по радио, заявив: «Оставайтесь на своих местах, а я остаюсь на своём». Продолжал оставаться в должности президента и сотрудничал с новым просоветским правительством. 12 июля 1940 года провозгласил закон о борьбе с вредительством, в числе 50 других законов, которые он подписал и провозгласил до своей отставки после избрания Народного Сейма, принявшего решение о присоединении Латвии к СССР.

### Отставка и смерть

Почтовая марка Латвии, 2001 год

21 июля 1940 года ушёл в отставку[уточнить], обратился к советскому правительству с просьбой о пенсии и выезде в Швейцарию. 22 июля 1940 года депортирован в административном порядке через Москву в Ворошиловск (Ставрополь), куда попал 29 июля. Работал агрономом. В августе 1942 года в эвакуации, в городе Красноводск (ныне Туркменбаши) в Туркменистане. Умер 20 сентября 1942 года от дизентерии. По показаниям очевидцев, был похоронен на местном кладбище.
17 октября 1991 года в «Известиях» появилось сообщение о пересмотре ряда дел советского периода за отсутствием состава преступления в действиях фигурантов. В числе других было пересмотрено и дело Улманиса. Тем не менее попытки найти могилу Улманиса и вернуть останки президента на родину оказались безуспешными.

## Взгляды
Выступая в Латвийском университете в 1934 году, Улманис заявил: «Нам много нужно перенять у марксизма». Ему импонировали все идеологии, позволявшие государству вмешиваться в экономику, считает историк Айварс Странга.
Улманису нравились чиновники, которых он мог контролировать. Он выдвигал своих людей на должности, и они были благодарны вождю, хотя результаты их работы были плачевными — как у Рудольфа Бангерского, которого назначили руководить государственным кирпичным заводом «Kieģelis» с очень солидной зарплатой 600 латов в месяц (в 1930-е годы средний доход на человека в Латвии составлял 500 латов в год, а в Латгалии 300 латов), а он довёл его до банкротства.
Под лозунгом «национальной справедливости» Улманис начал создавать «латышскую Латвию». Сначала отняли землю у немцев, разделив её на мелкие клочки между крестьянами, потом наступила очередь городов, где жили немцы и евреи с доходами 800 латов в год, их стали выдавливать из промышленности и торговли. Например, на торговлю надо было получить лицензию в Промышленно-торговой палате, где в правилах появилось требование при выдаче учитывать национальность заявителя. Все отказы в лицензиях с 1934 года касались только евреев. Владельца пивоваренного предприятия «Tanheizers» Абрама Соболевича просто пригласили в Латвийский кредитный банк и вынудили продать завод, создав на этом месте «Aldaris».

## Оценки деятельности
Некоторые исследователи полагают, что Улманис подвергся сильному влиянию идей Муссолини, и называют его режим «парафашистским».
«По крови своей и по образованию он был немцем. Именно немецкое образование дало ему то, что он и знать не хотел о своём немецком происхождении. Как мне рассказывали балтийские немцы, семья его в давние времена перебралась из северного Ганновера, однако, живя среди чисто латышского крестьянского населения, постепенно утратила свою национальную самоидентификацию. По моему ощущению, он был единственным членом тогдашнего правительства, который мог бы быть интересным с деловой точки зрения, то есть тем, кого принято называть приличным человеком. Я часто сожалел, что этого человека не удалось привлечь на сторону Германии. Хотя его германофобия была сильна и очень часто выражалась весьма отталкивающим образом, в остальном подлости или лжи от него не исходило».

Август Винниг, мемуары

## Память

Памятник Карлису Улманису в Риге

Факсимиле подписи Улманиса

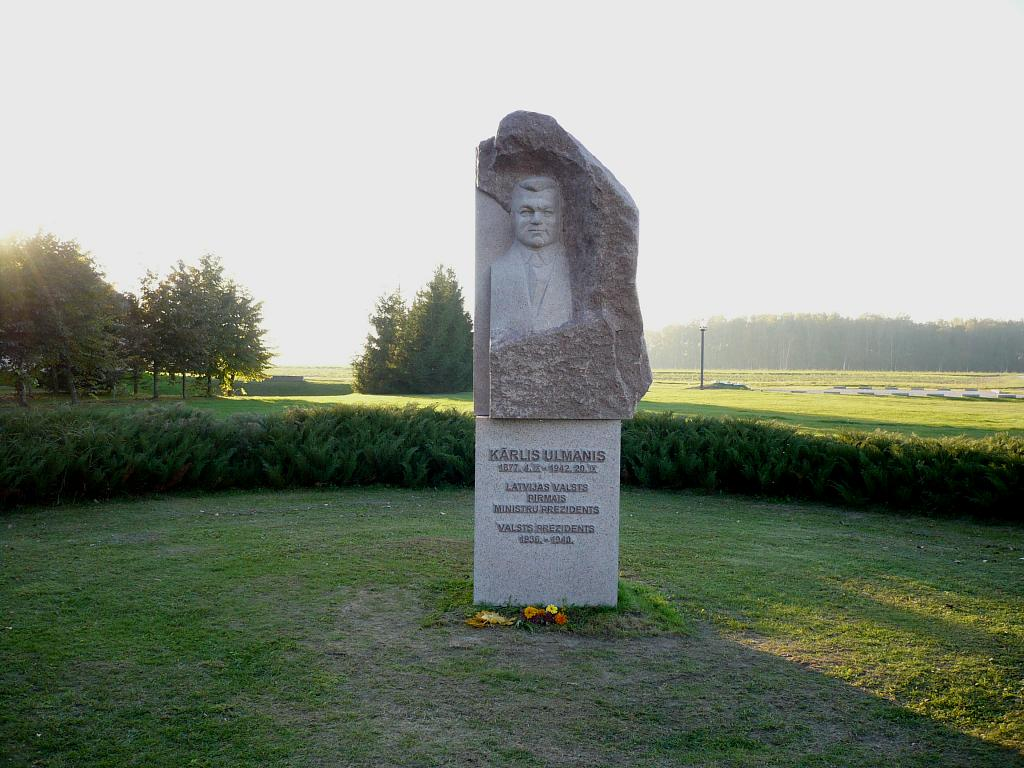
Памятник на хуторе Пикшас, где родился К. Улманис

- 22 июля 2003 года Карлису Улманису установлен памятник в Риге, напротив здания, где он жил во время правления Латвией.
- Памятник и мемориальный музей на хуторе Пикшас (Берзская волость), где родился К. Улманис.
- В честь К. Улманиса названа одна из важнейших транспортных магистралей в Риге — Карля Улманя гатве.
- В 2001 году была выпущена почтовая марка Латвии, посвящённая Улманису.
- В израильском городе Сдерот есть площадь Улманиса.

## Награды
- Орден Лачплесиса III класса,
- Орден Трёх Звёзд I класса (с цепью),
- Орден Виестура I класса,
- Крест Признания I класса,
- Орден Белого Орла I класса (Польша),
- Орден Белой Розы I класса (Финляндия),
- Орден Короны Италии I класса (Италия),
- Орден Орлиного креста I класса (Эстония),
- Орден Возрождения Польши I класса (Польша),
- Орден Леопольда I I класса (Бельгия),
- Орден Полярной звезды I класса (Швеция),
- Орден Васы I класса с цепью (Швеция),
- Орден Короны I класса (Бельгия),
- Орден Святого Олафа I класса (Норвегия),
- Орден Белой Звезды I класса с цепью (Эстония),
- Орден Белого Льва I класса с цепью (Чехословакия),
- Орден Святых Маврикия и Лазаря I класса (Италия),
- Орден Пия IX I класса (Святой Престол),
- Орден Почётного легиона I и V класса (Франция),
- Военный крест 1914—1918 (Франция),
- Крест Свободы 3 класса I степени (Эстония),
- Орден Витаутаса Великого I класса с цепью (Литва).